# Vit elefant

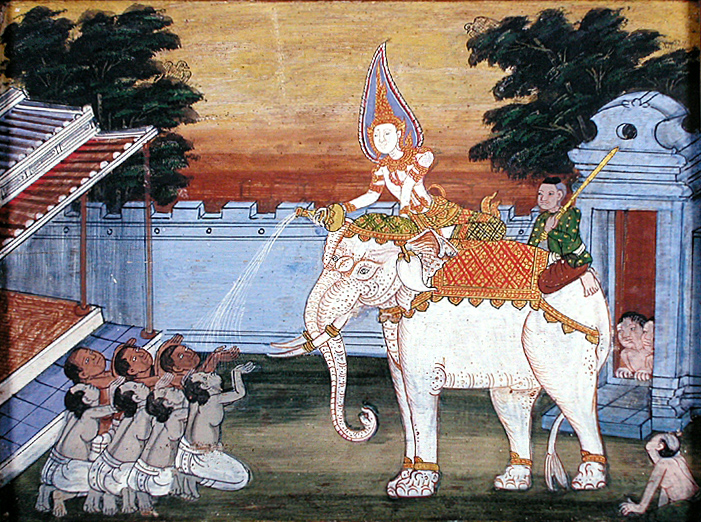
Målning av en vit elefant i Thailand.

Vit elefant är ett ekonomiskt begrepp för fast eller lös egendom som är kostsam utan att ge avkastning, och som är svår att göra sig av med.
Begreppet härstammar från Sydostasien, där monarker brukade ge vita elefanter som gåvor till sina rivaler. Eftersom de ansågs vara heliga kan de inte komma till nytta som arbetsdjur, men ändå är de dyra i drift.

## Projekt som anses vara vita elefanter
- Concorde, ett överljudsflygplan för passagerartrafik. Trots enorma utvecklingskostnader, sattes endast 14 flygplan i trafik.
- Millennium Dome, en arena i London.
- Ryugyong Hotel, ett hotell i Pyongyang i Nordkorea.
- Fågelboet, idrottsarena  i Peking, som byggdes för OS 2008, men som sällan använts efter det.

## Källhänvisningar
1. ↑  Henrik Brandão Jönsson (2014-06-08): "Här bor förlorarna i spelet om miljarderna". DN.se. Läst 24 september 2014.